# Dzieje ludu izraelskiego pod sterem naczelników z rodziny Asmonejskiej
Dzieje ludu izraelskiego pod sterem naczelników z rodziny Asmonejskiej − powieść historyczno-religijna wydana w 1860 r. we Lwowie przez Domicyana Soche-Mieczkowskiego. 
Autor umieścił akcję w czasach Machabeuszów. Pod ich sterem i przewodnictwem naród izrelski staczał zwycięskie walki przeciw tyranowi Antyochowi Epifanesowi, królowi syryjskiemu. Przeprowadza ją dokładnie i wyprowadza z niej mnogie oraz obfite dla społecznego dobra nauki, jak również kreśli w niej losy narodu żydowskiego, robiąc paralele z losami narodu polskiego. 